# Ikkatteq
Ikkatteq (zastarale Íkáteĸ) je zaniklá osada v kraji Sermersooq u jihovýchodního pobřeží Grónska. Osada byla v roce 2005 opuštěna.[zdroj⁠?!]

## Geografie
Osada se nachází na malém ostrově ve fjordu Sermilik, u jihozápadního pobřeží ostrova Ammassalik, přibližně 16 km na západ od Tasiilaqu.